# Orarion

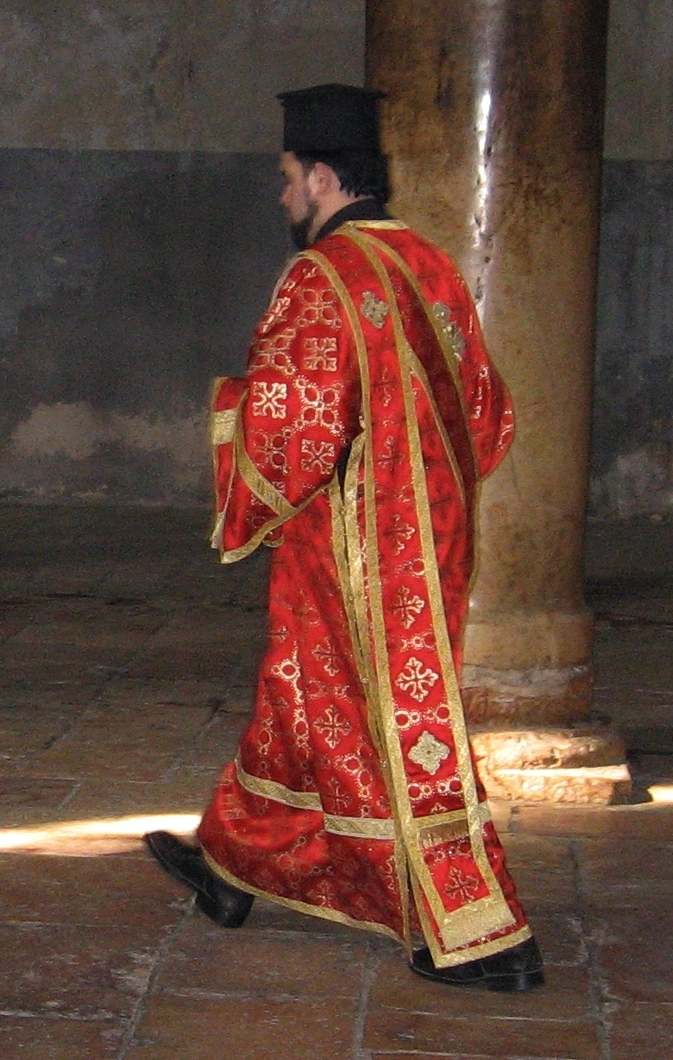
Diacre grec-orthodoxe de la basilique de la Nativité de Bethléem. Il porte le kamilavkion sur la tête

Un orarion (grec: όράριον orarion ; slavon: орарь orar ; arménien: ուրար urar) est un vêtement de la paramantique des Églises orientales (catholiques ou orthodoxes) qui est réservé au diacre ou au sous-diacre. C'est une étole longue et habituellement de 5 po, ou 127 mm de largeur tissée en brocart de soie. Elle est souvent décorée de croix (trois, cinq ou sept) brodées ou appliquées et de franges aux deux bouts, et bordée de galons.
L'orarion symbolise les ailes des anges et le diacre participe au service divin comme un ange au service de Dieu.
L'orarion est porté sur le sticharion, mais chez les Grecs et certains uniates (comme les Ruthènes), il peut être porté directement sur la soutane.

## Diacre

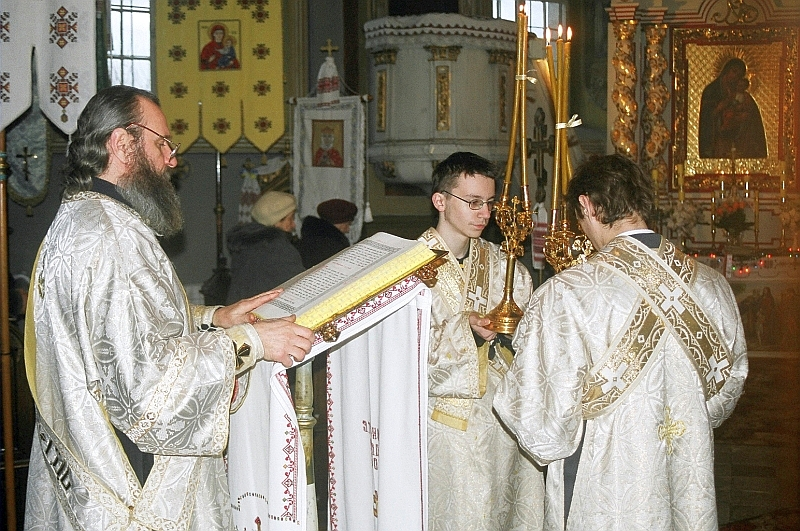
Les deux sous-diacres portent l'orarion replié en forme de croix pendant la lecture de l'Évangile à la fête de l'Épiphanie (Théophanie)

Le diacre porte l'orarion sur son épaule gauche avec la partie avant repliée sur son avant-bras gauche. Il tient cette partie de l'orarion dans la main droite, lorsqu'il dirige les litanies par exemple.
Les archidiacres et protodiacres revêtent un double orarion plus long qui est porté sur l'épaule gauche et drapé autour de la poitrine et ensuite au dos, puis rapporté à l'épaule gauche. Parfois le mot saint est brodé trois fois sur l'orarion de l'archidiacre, en référence au trisagion, et les croix sont au nombre de neuf. Chez les Grecs aujourd'hui, tous les diacres portent le double orarion.
Lorsque le diacre prépare la Sainte Communion, après la récitation du Notre Père, il replie l'orarion en forme de croix sur le dos, en le pliant autour de la taille, et mettant les bouts par-dessus les épaules. Cet usage est commun aux arméniens orthodoxes mais concerne uniquement les sous-diacres (voir le diacre, s'il porte l'orarion double) et est pratiqué derrière le rideau fermé au début de la Liturgie Eucharistique. 
L'usage arménien est le même que pour les Églises byzantines. Les lecteurs/encenseurs portent l'étole en croisée dans le dos et les sous-diacres utilisent l'orarion double tandis que le diacre n'a qu'un orarion simple porté sur l'épaule gauche.

## Sous-diacre

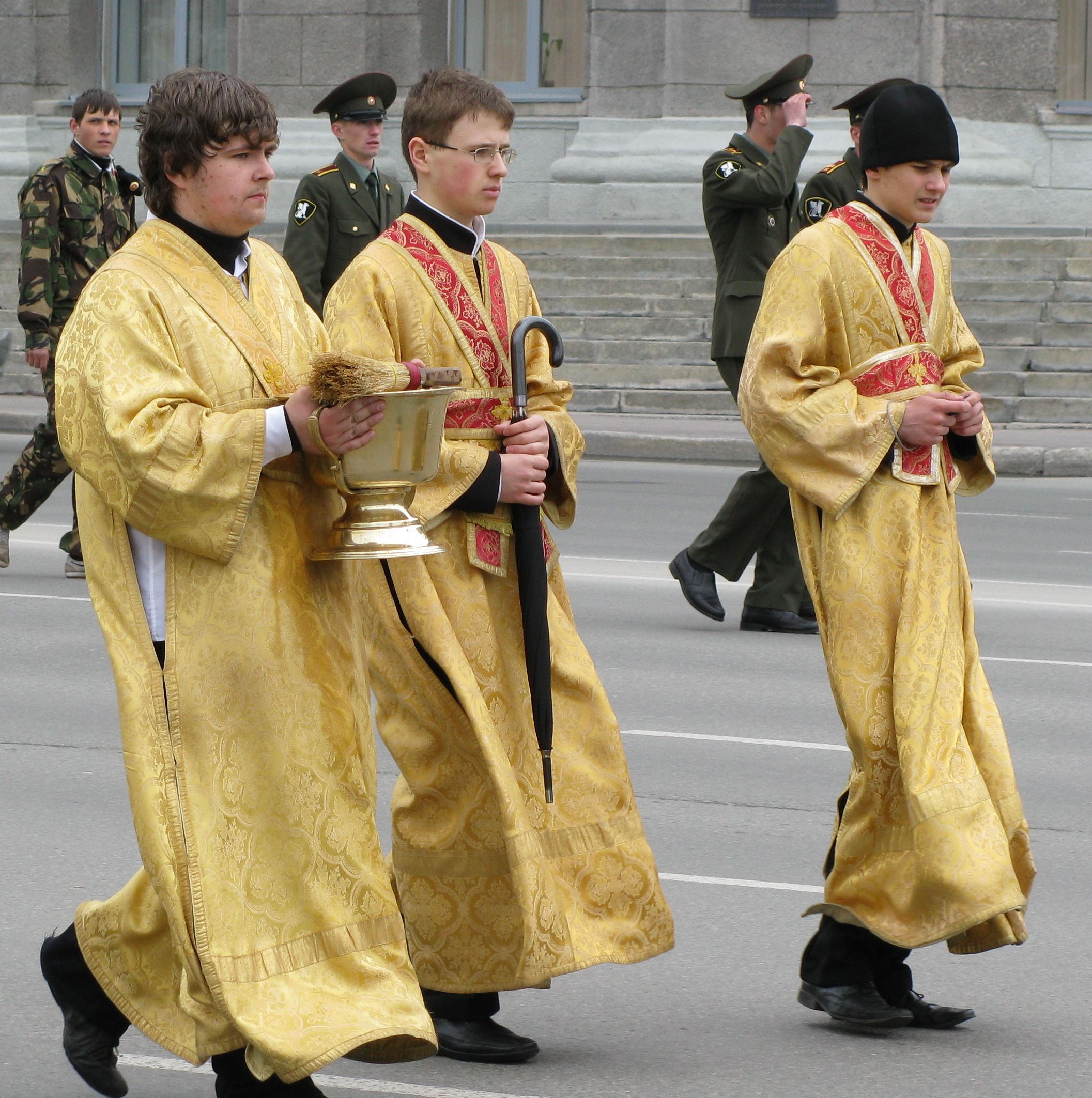
Sous-diacres (hypodiacres) de l'Église orthodoxe russe à Novossibirsk

Le sous-diacre porte l'orarion simple replié en forme de croix en signe de ce qu'il n'a pas encore reçu l'ordre diaconal.
L'usage s'est parfois répandu dans l'Église orthodoxe russe que certains servants des offices liturgiques (altarnik), plus anciens, portent un orarion replié en forme de croix, mais cet usage n'est pas strictement canonique.
Pour les diacres arméniens, l'orarion se porte comme chez les diacres de l'église byzantine (orarion double), mais le plus souvent ils portent l'orarion simple sur l'épaule gauche.